# Damir Rašić
Damir Rašić (* 5. října 1988) je chorvatský fotbalový obránce, který nastupuje za chorvatský klub HNK Zmaj Makarska. Jeho bratrem–dvojčetem je fotbalista Danijel Rašić.
Na začátku července 2014 jej testovala česká prvoligová Vysočina Jihlava, ovšem neuspěl.